# Co przynosi przyszłość
Co przynosi przyszłość (fr. L'avenir) – francusko-niemiecki dramat filmowy z 2016 roku w reżyserii i według scenariusza Mii Hansen-Løve.
Zdjęcia kręcono w Lyonie, Saint-Malo (departament Ille-et-Vilaine) i Clelles (departament Isère).
Światowa premiera filmu miała miejsce 13 lutego 2016 roku podczas 66. MFF w Berlinie, w ramach którego obraz brał udział w konkursie głównym. Na tym wydarzeniu reżyser filmu Mia Hansen-Løve otrzymała nagrodę Srebrnego Niedźwiedzia za najlepszą reżyserię.
Polska premiera filmu nastąpiła 25 czerwca 2016 roku, podczas 6. Transatlantyk Festival w Łodzi. Następnie film był prezentowany w ramach 16. Międzynarodowego Festiwalu Filmowego T-Mobile Nowe Horyzonty we Wrocławiu w dniu 24 lipca 2016 r.. Do ogólnopolskiej dystrybucji kinowej film wejdzie wraz z dniem 19 sierpnia 2016 roku.

## Obsada
- Isabelle Huppert jako Nathalie Chazeaux
- André Marcon jako Heinz
- Roman Kolinka jako Fabien
- Édith Scob jako Yvette
- Sarah Le Picard jako Chloé
- Solal Forte jako Johann
- Élise Lhomeau jako Elsa
- Lionel Dray jako Hugo
- Grégoire Montana-Haroche jako Simon
- Lina Benzerti jako Antonia

i inni

## Nagrody i nominacje
66. MFF w Berlinie
- nagroda: najlepsza reżyseria − Mia Hansen-Løve
- nominacja: Złoty Niedźwiedź − Mia Hansen-Løve